# Rudi Smidts
Rudolf ("Rudi") Smidts (Deurne, 12 augustus 1963) is een gewezen Belgisch voetballer en voetbalcoach. Hij speelde meer dan 10 jaar voor Antwerp FC en kwam ook 33 keer in actie voor de Rode Duivels.
Smidts, herkenbaar aan zijn lange, zwarte manen, was een laatbloeier die in de jaren 80 en 90 uitgroeide tot een van de bekendste linksachters uit de geschiedenis van het Antwerpse voetbal. Met The Great Old veroverde hij in 1992 de beker. Een jaar later bereikte de onuitputtelijke en vinnige verdediger ook de finale van de Europacup II. Slechts 10 spelers speelden meer wedstrijden dan Smidts in de Belgische eerste klasse.
Hij schopte het ook tot de nationale ploeg, waar hij de concurrentie aanging met onder meer Vital Borkelmans, Bruno Versavel, Philippe Léonard en Nico Van Kerckhoven. In 1994 maakte hij deel uit van de selectie voor het WK in de Verenigde Staten.

## Carrière

### Antwerp FC
Rudi Smidts voetbalde al sinds hij 6 jaar was, maar sloot zich pas in 1974 aan bij de jeugd van Antwerp FC. Hij debuteerde op 21-jarige leeftijd in het eerste elftal van Antwerp FC. Op de positie van linksachter werd hij meteen een titularis. Smidts was niet meer weg te denken bij The Great Old en maakte enkele van de grootste successen van de club mee. Zo was hij er in 1989 bij toen het Mirakel van Vitosha geschiedde. In de UEFA Cup boog Antwerp toen in de blessuretijd een 1-3-achterstand om in een 4-3 zege.
In 1992 loodste trainer Walter Meeuws het team voor het eerst sinds 1975 naar de finale van de beker. Antwerp nam het op tegen streekgenoot KV Mechelen. Na 120 minuten stond het 2-2. Pas na een lange strafschoppenreeks - waarin Smidts een penalty omzette - mocht Antwerp de beker in ontvangst nemen. Als aanvoerder mocht Smidts als eerste de trofee in de hoogte steken.
Met spelers als Smidts, Hans-Peter Lehnhoff, Geert Emmerechts, Ratko Svilar, Francis Severeyns en Alex Czerniatynski behoorde Antwerp begin jaren 90 tot de Belgische subtop. Als bekerwinnaar mocht het team in 1993 deelnemen aan de Europacup II. Smidts en zijn ploegmaats schakelden op weg naar de finale onder meer Steaua Boekarest en Spartak Moskou uit. In de finale in het Wembley Stadium verloor Antwerp uiteindelijk met 3-1 van het Italiaanse Parma. Het is tot op heden de laatste keer dat een Belgische club de finale van een Europacup bereikte.

### Sporting Charleroi
In 1997 nam de toen 34-jarige Smidts afscheid van Antwerp. Via het Bosman-arrest belandde hij bij Sporting Charleroi. De ervaren linksachter werd bij de Zebra's een ploeggenoot van onder meer Dante Brogno, Roch Gerard, Alexandre Teklak en Olivier Renard. Lang bleef hij echter niet in Henegouwen. Charleroi eindigde in de middenmoot en zag Smidts na afloop van het seizoen opnieuw vertrekken.

### Germinal
In 1998 keerde Smidts terug naar Antwerpen. Hij tekende bij Germinal Ekeren, waar hij de vaste linksachter werd en terechtkwam in een team da bestond uit namen als Mike Verstraeten, Gunther Hofmans, Wesley Sonck en Manu Karagiannis. Een jaar later ging Ekeren een fusie aan met Beerschot. De fusieclub kreeg de naam Germinal Beerschot Antwerpen. Franky Van der Elst werd aangesteld als hoofdtrainer. Smidts en zijn ploegmaats eindigden dat seizoen op een knappe 7e plaats.

### KV Mechelen
De inmiddels 37-jarige Smidts verhuisde na twee seizoenen bij Germinal naar het KV Mechelen van trainer Lei Clijsters. De club verkeerde in financiële moeilijkheden en was nog slechts een schim van de topper uit de jaren 80. Malinwa wisselde voortdurend van trainer, maar dat leidde niet tot betere resultaten. In 2001 zakte Smidts met Mechelen naar de tweede klasse. De linksachter bleef de club trouw en loodste Mechelen na een seizoen terug naar de hoogste afdeling. Vervolgens zette hij een punt achter zijn loopbaan als profvoetballer.

### Als trainer
Smidts zei het voetbal nooit definitief vaarwel. Hij bleef actief in het zaalvoetbal en speelde ook nog voor bescheiden clubs als KFC Schoten en KVC Itna Itterbeek. Bij Schoten vond hij oud-ploeggenoot Rudy Taeymans terug. Smidts speelde bij de Antwerpse club als aanvallende middenvelder. Hij leidde er ook de trainingen. Tussen 2003 en 2007 was hij de assistent van Eric Viscaal bij Dilbeek Sport.

## Nationale ploeg
Bondscoach Walter Meeuws selecteerde hem in het seizoen 1989/90 voor een interland tegen Griekenland. Smidts kwam toen niet in actie voor de Rode Duivels. Later werd Meeuws ontslagen. Hij werd vervolgens bij Antwerp trainer van Smidts.
Zijn eerste interland speelde Smidts in 1992 onder bondscoach Paul Van Himst. Hij mocht op 2 september 1992 in de basis starten tegen Tsjecho-Slowakije (1-2) in Praag. In de volgende WK-kwalificatiewedstrijd was hij al meteen beslissend. Hij scoorde - met zijn rechtervoet nota bene - tegen Roemenië, waardoor België met 1-0 won. Smidts mocht later van Van Himst ook mee naar het WK in de Verenigde Staten. Hij mocht op het grote landentoernooi in elke wedstrijd meespelen.
In november 1997 speelde Smidts als speler van Charleroi zijn laatste interland voor België. Toenmalig bondscoach Georges Leekens liet hij hem toen 90 minuten meespelen in de WK-kwalificatiewedstrijd tegen Wales. België won het duel met 3-2. Smidts kwam in totaal 33 keer in actie voor de Rode Duivels.

## Erelijst
Royal Antwerp
- Beker van België: 1991–92
- UEFA Beker der Bekerwinnaars: 1992-93 (finalist)

1 Preud'homme ·
2 Medved ·
3 Borkelmans ·
4 Albert ·
5 Smidts ·
6 Staelens ·
7 Van der Elst ·
8 Nilis ·
9 Degryse ·
10 Scifo ·
11 Czerniatynski ·
12 De Wilde ·
13 Grün  ·
14 De Wolf ·
15 Emmers ·
16 Boffin ·
17 Weber ·
18 Wilmots ·
19 Van Meir ·
20 Verlinden ·
21 Van der Heyden ·
22 Renier ·
Coach: Van Himst